# Marathon van Madrid 2013
De marathon van Madrid 2013 (ook wel Rock 'n' Roll Madrid) werd gelopen op zondag 28 april 2013. Het was de 36e editie van deze marathon. Het evenement heeft de status IAAF Silver Label Road Race. Voor de start werd er stilgestaan bij de slachtoffers van de aanslag tijdens de marathon van Boston. Bij de start was er een temperatuur van slechts 4°C. 
Bij de mannen was de overwinning weggelegd voor de Keniaan Francis Kiprop. Met een tijd van 2:10.37 verbeterde hij het parcoursrecord. Bij de vrouwen ging de overwinning naar de Spaanse Vanessa Veiga. Zij zorgde voor de eerste vrouwelijke Spaanse overwinning in Madrid sinds 1998. Op de finish had ze slechts zes seconden voorsprong op de Ethiopische Girma Tadesse. De marathon trok 16.000 lopers uit 51 landen.
Parallel aan de marathon werd er ook een 10 km hardloopwedstrijd gehouden. De overwinning ging naar de Spaanse 1500 meterloper Arturo Casado.

## Uitslagen
Mannen
| rang | naam             | land | tijd    |
| ---- | ---------------- | ---- | ------- |
| 1    | Francis Kiprop   | KEN  | 2:10.37 |
| 2    | Nickson Kurgat   | KEN  | 2:10.54 |
| 3    | Herpasa Kitesa   | ETH  | 2:12.47 |
| 4    | Elijah Sang      | KEN  | 2:14.21 |
| 5    | Julius Chepkwony | KEN  | 2:14.28 |
| 6    | Abraham Chelanga | KEN  | 2:14.38 |
| 7    | Mark Tanui       | KEN  | 2:14.53 |
| 8    | Rafael Iglesias  | ESP  | 2:16.11 |
| 9    | Robert Ndiwa     | KEN  | 2:16.35 |
| 10   | Moses Mwarur     | KEN  | 2:18.57 |

Vrouwen
| rang | naam                    | land | tijd    |
| ---- | ----------------------- | ---- | ------- |
| 1    | Vanessa Veiga           | ESP  | 2:36.38 |
| 2    | Girma Tadesse           | ETH  | 2:36.44 |
| 3    | Nina Podnevesnova       | RUS  | 2:38.29 |
| 4    | Gezhashing Gemeda       | ETH  | 2:43.35 |
| 5    | Cristina Giurcano       | ESP  | 2:57.22 |
| 6    | Myriam Laguna Revilla   | ESP  | 3:03.47 |
| 7    | Ninfa Quevedo           | ESP  | 3:07.57 |
| 8    | Laura Izquierdo Barraso | ESP  | 3:13.43 |
| 9    | Maria Grare             | POR  | 3:14.32 |
| 10   | Martha Chiluisa Chusin  | ESP  | 3:14.44 |

1978 ·
1979 ·
1980 ·
1981 ·
1982 ·
1983 ·
1984 ·
1985 ·
1986 ·
1987 ·
1988 ·
1989 ·
1990 ·
1991 ·
1992 ·
1993 ·
1994 ·
1995 ·
1996 ·
1997 ·
1998 ·
1999 ·
2000 ·
2001 ·
2002 ·
2003 ·
2004 ·
2005 ·
2006 ·
2007 ·
2008 ·
2009 ·
2010 ·
2011 ·
2012 ·
2013 ·
2014 ·
2015 ·
2016 ·
2017